# Справжні цвіркуни
Справжні цвіркуни (Gryllidae) — родина стрибаючих прямокрилих комах. Тіло товсте з 2 нитками на кінці, надкрила короткі; крила, складені подовжньо, видаються з-під надкрил у вигляді джгутів. Самці проводять гучні звуки тертям надкрила. Живуть у щілинах, під каменями, в нірках, харчуються рослинами, але спроможні поїдати інших комах, в тому числі схильні до канібалізму (дорослі особини поїдають кладки та молодняк).

## Утримання в неволі
Розводяться любителями комах, земноводних і плазунів в інсектаріях, тераріумах та акватераріумах, а також розводяться і використовуються як живий корм для деяких інших представників «домашніх зоопарків» або «живих куточків».     

## В житті людей
З давніх-давен цвіркуни були популярні в Київській Русі, в Південній та в Східній Азії при утриманні в невеликих садках, чаруючи своїм стрекотливим «співом». 
В Китаї самців використовували в боях цвіркунів. Цей спорт популярний там і донині.

## Галерея

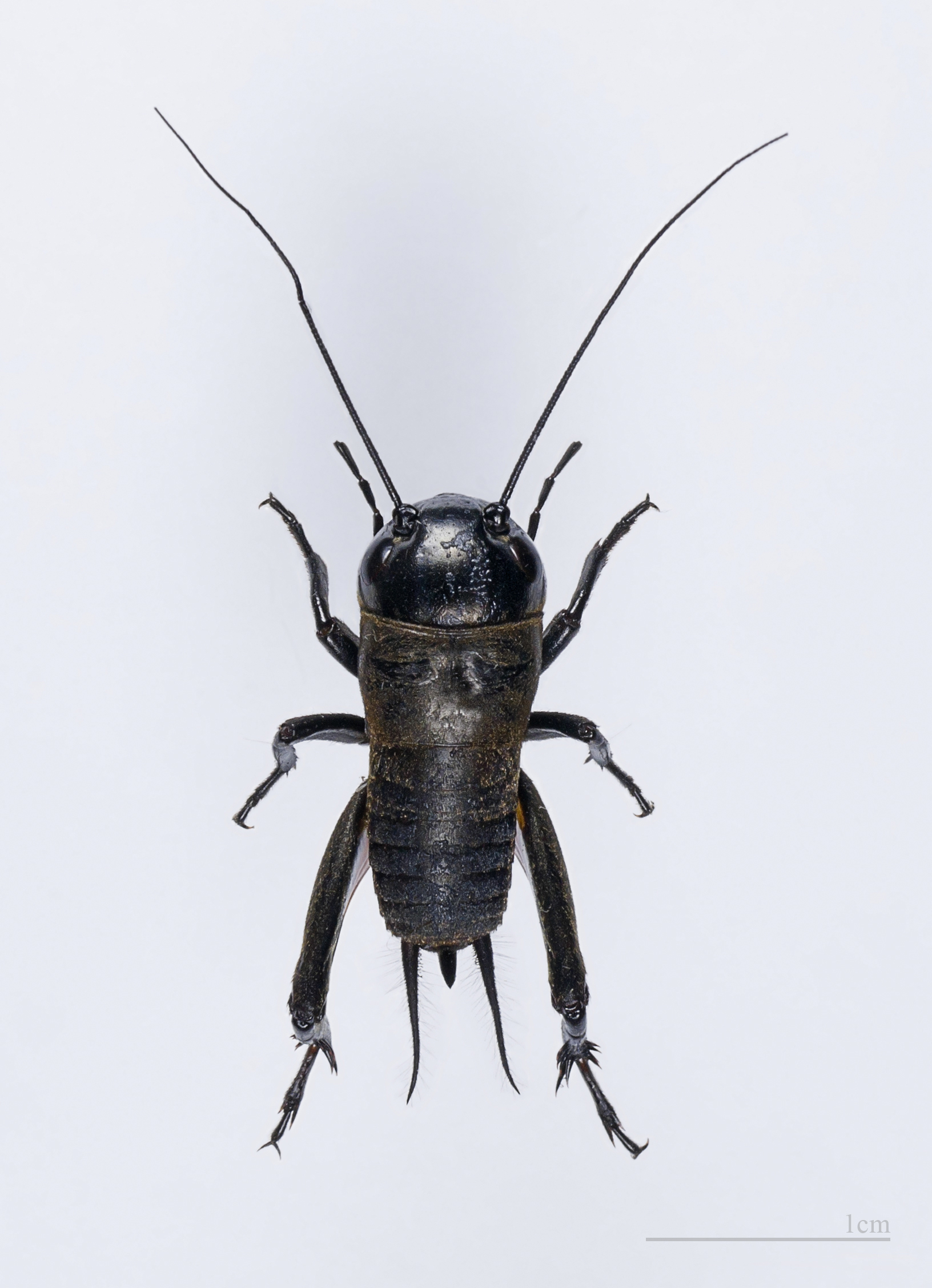
Цвіркун польовий Gryllus campestris
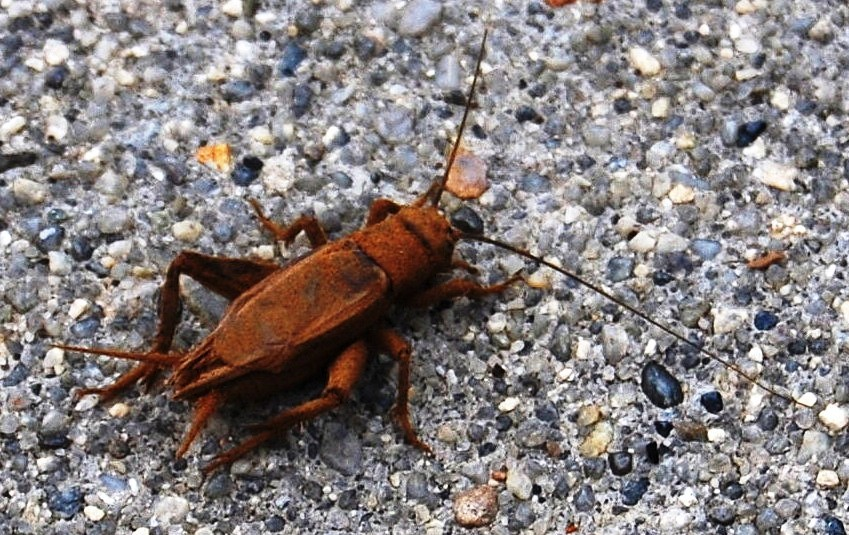
Цвіркун справжній
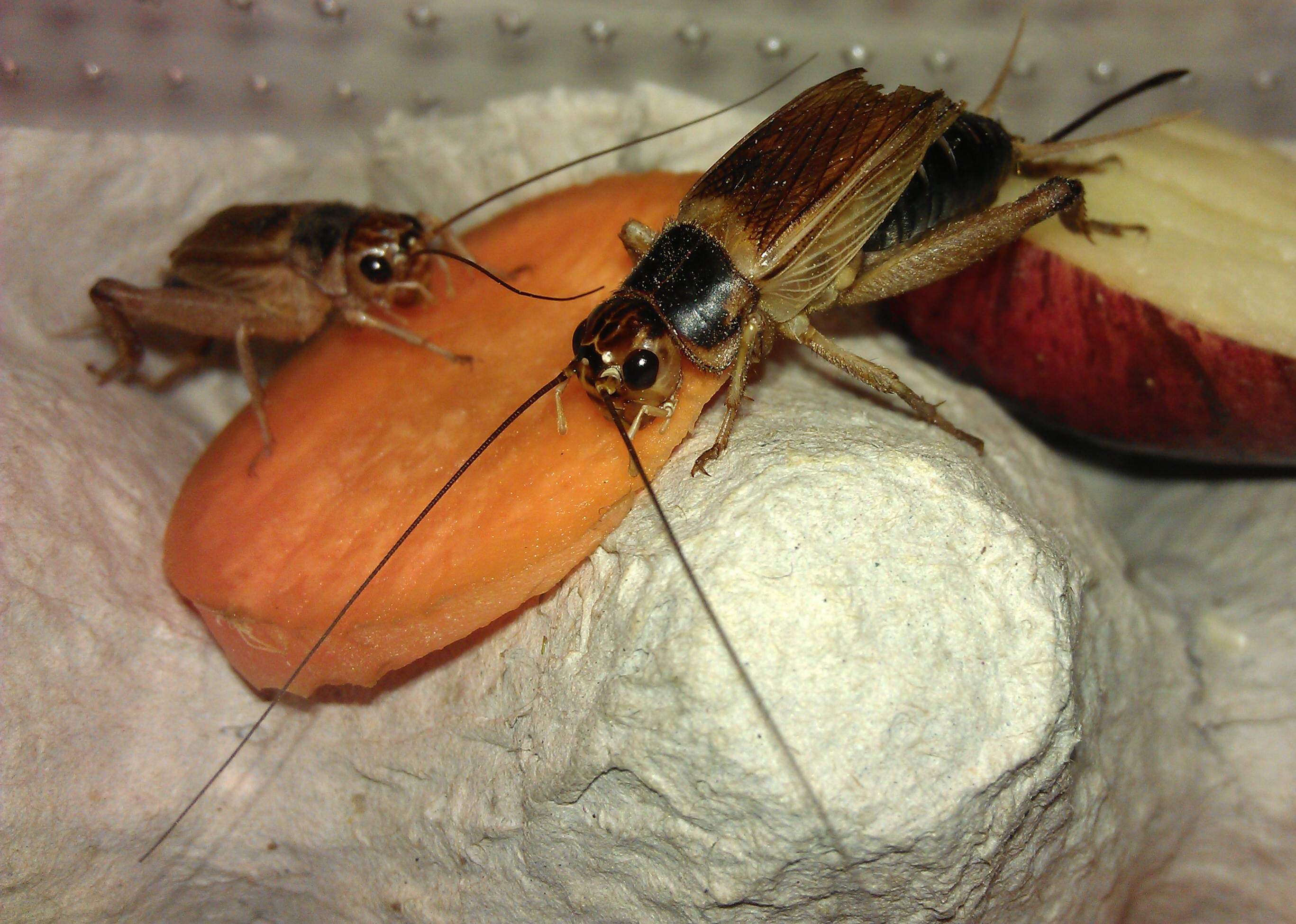
Два дорослих Acheta domestica харчуються